# Ажикенов, Аскар Амангельдыевич
Аскар Амангельдыевич Ажикенов (род. 13 апреля 1992, Ганино, Новосибирская область) — казахстанский футболист и игрок в пляжный футбол. Выступал за сборную Казахстан по пляжному футболу.

## Биография
С 2016 года выступает в любительской мини-футбольной лиге Unity.
В 2018 году сыграл один матч в Кубке Казахстана по футболу за «Акбет». С 2020 по 2021 год являлся игроком «Аксу», вместе с которым стал победителем Первой лиги Казахстана 2022 года.
Помимо игры в большой футбол и мини-футбол Ажикенов имеет опыт игры в пляжный футбол. В 2016 году становился финалистом Евразийской лиги пляжного футбола в составе «Армана». Вместе с командой завоевал золото чемпионата Казахстана в 2019 и 2022 годах. Признавался лучшим игроком чемпионата Казахстана (2022 год). Участник Московского международного кубка 2022 года.
В 2019 года выступал за сборную Казахстан по пляжному футболу, забив 5 голов в 14 играх.

## Достижения
- Победитель Первой лиги Казахстана по футболу: 2022
- Чемпион Казахстана по пляжному футболу (2): 2019, 2022
- Лучший игрок чемпионата Казахстана по пляжному футболу: 2022